# Карл Бертельсен
Карл Бертельсен (дан. Carl Bertelsen, 15 листопада 1937, Гадерслев — 11 червня 2019) — данський футболіст, що грав на позиції нападника.
Виступав, зокрема, за клуби «Кілмарнок» та «Оденсе», а також національну збірну Данії.

## Клубна кар'єра
У дорослому футболі дебютував 1961 року виступами за команду «Есб'єрг», в якій провів три сезони. 
Згодом з 1964 по 1966 рік грав у складі команд «Грінок Мортон» та «Данді».
Своєю грою за останню команду привернув увагу представників тренерського штабу клубу «Кілмарнок», до складу якого приєднався 1966 року. Відіграв за команду з Кілмарнока наступні два сезони своєї ігрової кар'єри.
У 1968 році перейшов до клубу «Оденсе», за який відіграв 2 сезони. Завершив професійну кар'єру футболіста виступами за команду «Оденсе» у 1970 році.

## Виступи за збірну
У 1962 році дебютував в офіційних матчах у складі національної збірної Данії.
У складі збірної був учасником чемпіонату Європи 1964 року у Франції.
Загалом протягом кар'єри в національній команді, яка тривала 3 роки, провів у її формі 20 матчів, забивши 9 голів.
Помер 11 червня 2019 року на 82-му році життя.